# Costante Maltoni
Costante Maltoni (* 14. Februar 1915 in Forlimpopoli, Provinz Forlì-Cesena, Italien; † 1. Februar 1980) war ein italienischer Geistlicher, römisch-katholischer Erzbischof und Diplomat des Heiligen Stuhls.

## Leben
Costante Maltoni empfing am 26. Juni 1938 das Sakrament der Priesterweihe.
Am 2. Januar 1967 ernannte ihn Papst Paul VI. zum Titularerzbischof von Thugga und bestellte ihn zum Apostolischen Pro-Nuntius in Pakistan. Kardinalstaatssekretär Amleto Giovanni Cicognani spendete ihm am 12. März desselben Jahres die Bischofsweihe; Mitkonsekratoren waren der Erzbischof von Ravenna und Cervia, Salvatore Baldassarri, und der Bischof von Bertinoro, Giuseppe Bonacini.
1970 trat Costante Maltoni als Apostolischer Pro-Nuntius in Pakistan zurück.